# Angel in the Night
„Angel in the Night” este un cântec de cântărețul Basshunter, lansat pe 29 septembrie 2008.

## Track-listing
| CD maxi single (29 septembrie 2008) |                                                 |         |  |
| Nr.                                 | Titlu                                           | Lungime |  |
| 1.                                  | „Angel in the Night (Radio Edit)”               | 2:57    |  |
| 2.                                  | „Angel in the Night (Soulseekerz Radio Edit)”   | 2:44    |  |
| 3.                                  | „Angel in the Night (Extended Mix)”             | 5:18    |  |
| 4.                                  | „Angel in the Night (Soulseekerz Extended Mix)” | 7:47    |  |
| 5.                                  | „Angel in the Night (Ali Payami Remix)”         | 6:37    |  |
| 6.                                  | „Angel in the Night (Headhunters Remix)”        | 5:38    |  |

| CD single (2008) |                                               |         |  |
| Nr.              | Titlu                                         | Lungime |  |
| 1.               | „Angel in the Night (Radio Edit)”             | 2:57    |  |
| 2.               | „Angel in the Night (Soulseekerz Radio Edit)” | 2:44    |  |

| Single de 12" (2008) |                                                 |         |  |
| Nr.                  | Titlu                                           | Lungime |  |
| 1.                   | „Angel in the Night (Headhunters Remix)”        | 5:38    |  |
| 2.                   | „Angel in the Night (Extended Remix)”           | 5:18    |  |
| 3.                   | „Angel in the Night (Soulseekerz Extended Mix)” | 7:46    |  |
| 4.                   | „Angel in the Night (Ali Payami Remix)”         | 6:37    |  |

| Descărcare digitală (28 noiembrie 2008) |                                   |         |  |
| Nr.                                     | Titlu                             | Lungime |  |
| 1.                                      | „Angel in the Night (Radio Edit)” | 2:53    |  |
| 2.                                      | „Go Down Now”                     | 4:54    |  |

## Prezența în clasamente
| Clasament (2008)                           | Poziție vârf |
| ------------------------------------------ | ------------ |
| Comunitatea Statelor Independente (TopHit) | 248          |
| Europa (European Hot 100 Singles)          | 43           |
| Irlanda (IRMA)                             | 10           |
| Slovakia (Radio Top100 Oficiálna)          | 43           |
| Suedia (Sverigetopplistan)                 | 50           |
| UK Singles (Official Charts Company)       | 14           |
| UK Dance (Official Charts Company)         | 7            |

## Certificări
| Regiune                                                    | Certificări | Vânzări |
| ---------------------------------------------------------- | ----------- | ------- |
| Regatul Unit (BPI)                                         | Argint      | 200.000 |
| xcifrele nespecificate sunt bazate pe un singur certificat |             |         |